# Max von Gallwitz
Max Karl Wilhelm von Gallwitz (2 tháng 5 năm 1852 tại Breslau – 18 tháng 4 năm 1937 tại Napoli) là Thượng tướng pháo binh quân đội Đức thời kỳ Đế quốc. Sinh ra ở tỉnh Schlesien (Phổ, Gallwitz đã gia nhập lục quân Phổ vào năm 1870 và tham gia Chiến tranh Pháp-Đức. Sau khi chiến tranh kết thúc, Gallwitz tiếp tục phục vụ quân đội Phổ (giờ là một thành phần cấu thành quân đội Đế quốc Đức), nhưng triển vọng thăng tiến trên con đường binh nghiệp của Gallwitz không được sáng sủa. Không những là một bình dân trong đội ngũ sĩ quan Đức được chi phối bởi những người thuộc tầng lớp quý tộc phong kiến, ông còn là một tín đồ Công giáo trong khi đa số quân nhân Phổ là người theo Kháng Cách và có thành kiến nặng nề với đức tin của Gallwitz. Tuy nhiên, năng lực của Gallwitz đã gây ấn tượng cho các cấp trên và giúp ông được thăng tiến đều đặn qua các cấp bậc trong lục quân Đức. Gallwitz được phong quân hàm Thượng tướng pháo binh năm 1911.
Trong Chiến tranh thế giới thứ nhất, Gallwitz đã giữ nhiều chức vụ chỉ huy cao cấp trên các mặt trận Đông Âu và Tây Âu, tham gia nhiều trận đánh, chiến dịch lớn như Serbia (1915), Verdun, Somme (1916) và Meuse-Argonne (1918). Do có bản lĩnh chỉ huy tốt, Gallwitz được tặng thưởng Huân chương Quân công cao quý của Phổ năm 1915.. Cuối cuộc chiến, Gallwitz làm Tư lệnh Cụm Tập đoàn quân Gallwitz đánh nhau với quân đồng minh Mỹ-Pháp tại Saint-Mihiel và Meuse-Argonne; mặc dù gây cho đối phương nhiều khó khăn, tổn thất, Cụm Tập đoàn quân Gallwitz đã bị đánh bật khỏi Pháp vào tháng 11 năm 1918. Sau khi chiến tranh chấm dứt, ông tham gia chính trị với cương vị là đại biểu Quốc hội của Đảng Dân tộc Nhân dân Đức.

## Tiểu sử
Gallwitz sinh ngày 2 tháng 5 năm 1852 ở tỉnh Hạ Schlesien của Phổ. Khác với nhiều tướng lĩnh cấp cao của Đức, ông là con trai của một nhân viên thu thuế tại Breslau. Sau khi tốt nghiệp phổ thông, ông đã gia nhập Trung đoàn Pháo dã chiến "Thống chế Bá tước Waldersee" (Schleswig) số 9 với vai trò là lính tình nguyện vào ngày 13 tháng 8 năm 1870 và tham gia chiến đấu trong cuộc Chiến tranh Pháp-Đức (1870 –
1871). Ngày 9 tháng 3 năm 1871, ông được phong cấp bậc Chuẩn úy (Portepée-Fähnrich). Vào ngày 9 tháng 3 năm 1872, ông được lên quân hàm Thiếu úy. Đến ngày 1 tháng 10 năm 1877, ông theo học một khóa đào tạo kéo dài 3 năm của Học viện Quân sự Phổ. Vào ngày 2 tháng 7 năm 1880, ông trở lại trung đoàn của mình ở Rendsburg, vào ngày 3 tháng 3 năm 1881, ông được thăng cấp Trung úy. Vào ngày 11 tháng 7 năm 1882, ông được điều đến Kassel làm sĩ quan phụ tá của Lữ đoàn Pháo dã chiến số 11, trước khi gia nhập Bộ Tổng tham mưu tại kinh đô Berlin ngày 21 tháng 4 năm 1883. Đến ngày 15 tháng 10 năm 1885, ông được lên quân hàm Đại úy.
Kể từ năm 1886, ông hoạt trong một số bộ tham mưu quân đội, Bộ Chiến tranh và giữ một số chức vụ Tư lệnh. Vào ngày 18 tháng 10 năm 1902, trên cương vị là Lữ trưởng Lữ đoàn Pháo dã chiến số 29 ở Karlsruhe, ông được phong cấp Thiếu tướng. Vào ngày 27 tháng 1 năm 1903, ông được lãnh chức Trưởng khoa Quản trị Quân sự của Bộ Chiến tranh ở Berlin, và giữ chức vụ này cho đến ngày 3 tháng 10 năm 1906, khi ông được ủy nhiệm chức Sư trưởng Sư đoàn Bộ binh số 15 ở thành phố Köln. Ngày 16 tháng 10 năm đó, ông được thăng quân hàm Trung tướng. Vào ngày 3 tháng 4 năm 1911, ông nhậm chức Tướng thanh tra Pháo dã chiến tại Berlin, trước khi được phong cấp Thượng tướng pháo binh vào ngày 4 tháng 4. Đến ngày 16 tháng 6 năm 1913, ông được Đức hoàng Wilhelm II liệt vào hàng khanh tướng Phổ.

### Chiến tranh thế giới thứ nhất

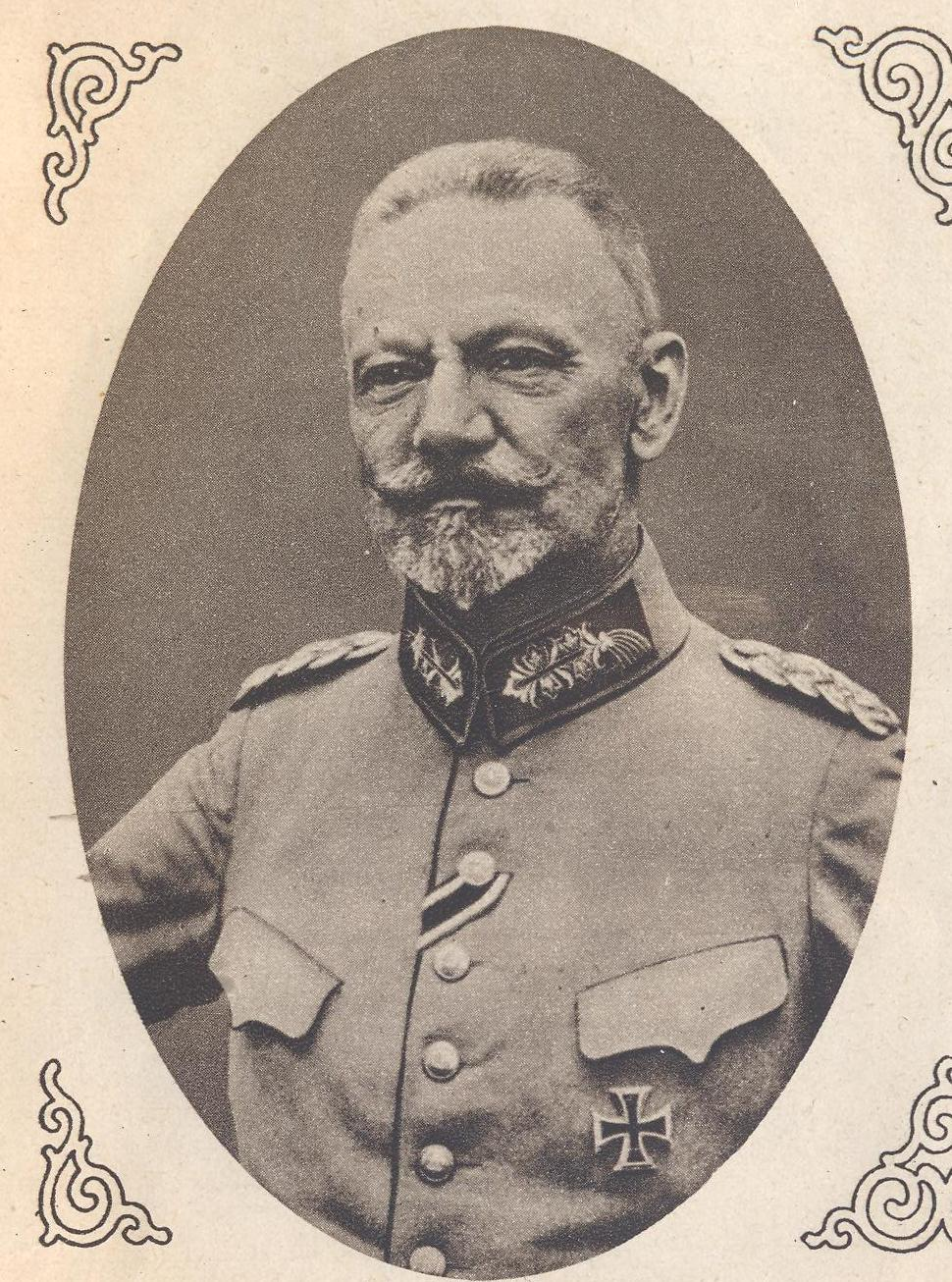
Max von Gallwitz, 1915

Khi cuộc Chiến tranh thế giới thứ nhất bùng nổ, ông được lãnh chức Tướng tư lệnh của Quân đoàn Trừ bị Cận vệ, một phần thuộc biên chế của Tập đoàn quân số 2, vào ngày 2 tháng 8 năm 1914. Quân đoàn này bao gồm 3 sư đoàn và là một trong những đơn vị được đánh giá cao nhất của Đức. Dưới sự thống lĩnh của ông, Quân đoàn Trừ bị Cận vệ đã tham gia cuộc xâm lược Bỉ và đánh chiếm các pháo đài ở Namur vào ngày 23 tháng 8 năm 1914, sau khi một cuộc pháo kích dữ dội được thực hiện theo hoạch định của Gallwitz đã dã nát hệ thống pháo đài này. Tuy nhiên, cuối tháng 8, quân đoàn của ông được thuyên chuyển sang Mặt trận phía Đông để tham chiến trong biên chế của Tập đoàn quân số 8 dưới sự chỉ huy Paul von Hindenburg và Erich Ludendorff ở Đông Phổ. Trong trận hồ Masuren lần thứ nhất vào tháng 9 năm 1914, Quân đoàn Trừ bị dưới quyền Gallwitz đóng vai trò là lực lượng cánh trái của Tập đoàn quân số 8 và tham gia hợp vây Tập đoàn quân số 2 của Nga, góp phần bẻ gãy cuộc tấn công của Nga vào Đông Phổ. Sau đó, quân đoàn được đổi sang biên chế của Tập đoàn quân số 9 và tham gia các chiến dịch tấn công của Đức vào Ba Lan thuộc Nga cuối năm 1914, với các trận đánh ở sông Wisla và Łódź.
Do những thành tích của mình, vào ngày 9 tháng 2 năm 1915, Gallwitz đã được nâng cấp thành Tư lệnh của Cụm quân (Armeegruppe) Gallwitz (về sau được đổi thành Tập đoàn quân số 12 vào ngày 7 tháng 8 năm 1915). Vào ngày 24 tháng 7 năm 1915, ông được tặng thưởng Huân chương Quân công, phần thưởng quân sự cao quý nhất của Đức, do tài dụng binh xuất chúng và kế hoạch quân sự bài bản của mình trong chiến dịch tấn công thắng lợi ở Galicia, đồng thời là do công tích đánh chiếm pháo đài Pultusk và vị trí phòng ngự rắn chắc của quân Nga ở Narev. Những thắng lợi kế tiếp của Tập đoàn quân số 12 trước quân Nga trong chiến dịch mùa hè năm 1915, ông được trao tặng bó sồi đính kèm Huân chương Quân công vào ngày 29 tháng 8. Cũng trong mùa hè đó, ông được thuyên chuyển về phía nam làm Tư lệnh Tập đoàn quân số 11 để phối hợp với các lực lượng khác của Liên minh Trung tâm tấn công Serbia. Vào ngày 7 tháng 10 năm 1915, tập đoàn quân của ông vượt sông Donau về phía đông Beograd, trong khi một tập đoàn quân Áo-Hung vượt sông về hướng tây. Không lâu sau đó, quân Serbia bị đánh bật vào nội địa, rồi bị buộc phải triệt thoái qua Albania tới biển Adriatic.
Trong khi đang chuẩn bị thực hiện một cuộc tấn công tổng lực vào đầu cầu của phe Hiệp ước ở Salonika tại Hy Lạp, ông được lệnh trở lại Mặt trận phía Tây, để lãnh chức chỉ huy Cụm quân Meuse phía Tây trên chiến trường Verdun vào ngày 29 tháng 3 năm 1916. Ông đảm nhiệm trọng trách này cho đến tháng 7 năm đó, khi ông được điều đến sông Somme để nhậm chức Tư lệnh Tập đoàn quân số 2. Vào ngày 19 tháng 7 năm 1916, ông được giao quyền chỉ huy Cụm tập đoàn quân Gallwitz mới được thành lập, gồm thâu các Tập đoàn quân số 1 và số 2, với trách nhiệm phòng ngự chiến tuyến của Đức trước các cuộc tấn công của liên quân Anh-Pháp trên sông Somme. Trong thời điểm này, ông đã được nhìn nhận rộng rãi như một chỉ huy quân sự rất đáng tín nhiệm, cả trong tấn công lẫn phòng thủ, là người có tài thao lược, tinh thần trách nhiệm cao độ và bền bỉ khi phải đương đầu với khó khăn.
Thất bại của quân đội Đức trong Chiến dịch tấn công Verdun và sự tiếp diễn của Chiến dịch tấn công Somme của Anh-Pháp đã dẫn đến việc Erich von Falkenhayn bị huyền chức và thay thế bằng Hindenburg và Ludendorff. Họ đã điều Gallwitz trở lại Verdun, để chỉ huy Tập đoàn quân số 5 (17 tháng 12 năm 1916), với mệnh lệnh khôi phục tình hình. Ông đến nhận nhiệm vụ ở Verdun vào thời điểm mà các cuộc phản công của quân Pháp đã chấm dứt, và nhìn chung, tình hìng Tập đoàn quân số 5 dưới quyền chỉ huy của ông trở nên tĩnh lặng trong suốt năm 1917. Vào ngày 23 tháng 12 năm 1917, ông được trao tặng Huân chương Đại bàng Đen. Trước đó, ông từng được tặng thưởng Đại Thập tự của Huân chương Đại bàng Đỏ vì những thắng lợi phòng ngự của mình trong Chiến dịch Somme.
Vào ngày 11 tháng 1 năm 1918, Gallwitz được bổ nhiệm làm Tư lệnh của Phân bộ quân C đồng thời với Tập đoàn quân số 5, hình thành một Cụm tập đoàn quân Gallwitz khác. Kẻ thù chính của ông trong giai đoạn này là Lực lượng Viễn chinh Hoa Kỳ do tướng John J. Pershing chỉ huy. Ngày 12 tháng 9 năm 1918, liên quân Mỹ-Pháp phát động Chiến dịch tấn công Saint-Mihiel, một "chỗ lồi" của quân Đức đã được hình thành từ năm 1914. Quân Đức chống cự hết sức quyết liệt, nhưng quân Mỹ-Pháp đã chọc thủng được các lớp phòng tuyến của đối phương. Trên thực tế, Gallwitz từ trước trận đánh đã đánh giá rằng các mũi tiến công của Anh-Pháp-Bỉ tại các khu vực khác đã đẩy cụm cứ điểm Saint-Mihiel vào nguy cơ bị cô lập, và đã cho rút quân khỏi đây hòng thu ngắn chiến tuyến. Dựa vào địa hình thuận lợi, các lực lượng Đức bị áp đảo nặng nề về quân số rút lui trong trật tự tốt, thực hiện hàng loạt cuộc chặn hậu nảy lửa. Đến thời điểm Pershing ra lệnh chấm dứt Chiến dịch Saint-Mihiel vào ngày 16 tháng 9 năm 1918, "chỗ lồi" Saint-Mihiel đã bị xóa sổ. Dù đã chịu nhiều hao tổn, các lực lượng được huấn luyện bài bản, giàu kinh nghiệm và được chỉ đạo đúng đắn của Gallwitz vẫn còn khả năng chiến đấu. Vào ngày 26 tháng 9 năm 1918, quân đội Mỹ-Pháp lại tiến hành Chiến dịch tấn công Meuse-Argonne, một vị trí quan trọng trên Mặt trận phía Tây. Với địa thế thuận lợi cho quân phòng ngự, các lực lượng thiếu kinh nghiệm của Mỹ tấn công ồ ạt và bị tàn sát dưới làn đạn khốc liệt của súng máy Đức. Trong khi quân Mỹ không thể giành được thắng lợi đáng kể và chịu nhiều thiệt hại, Gallwitz chỉ đưa hàng loạt các sư đoàn trừ bị vào những vị trí bị đe dọa, và cuộc phòng ngự của quân Đức đã thành công. Ngày 30 tháng 9 năm 1918, cuộc tấn công của Mỹ bị chặn đứng hoàn toàn. Pershing buộc phải chỉn đốn lại các sư đoàn rệu rã của mình, trước khi tiếp tục tấn công vào ngày 4 tháng 10 năm 1918. Lần này các mũi tấn công của Mỹ đạt được nhiều kết quả tốt, buộc quân Đức phải dần dần rút chạy khỏi khu vực Meuse-Argonne.
Mặc dù Gallwitz nhìn nhận rằng quân đội Đức không thể tiến hành một cuộc phòng ngự hiệu quả trên lãnh thổ Pháp vào tháng 11 năm 1918, ông kịch liệt phản đối việc ký kết một hiệp định đình chiến, lập luận rằng quân đội Đức phải rút lui về bản thổ và tiếp tuc chiến đấu vào năm 1919. Trong những ngày cuối cùng của chiến tranh, ông được đề cập là người thừa kế có tiềm năng của Tổng tham mưu trưởng Paul von Hindenburg. Ngoài ra, trong diễn tiến của cuộc chiến, ông đã hai lần được ghi nhận là người có thể sẽ trở thành Thủ tướng Đức. Vào ngày 6 tháng 12 năm 1918, ông xuất ngũ.

### Sau thế chiến
Sau khi giã từ quân ngũ, Max von Gallwitz là thành viên Quốc hội Đức, trên cương vị là đại biểu của Đảng Dân tộc Nhân dân Đức, kể từ năm 1920 cho đến năm 19224. Vào tháng 10 năm 1931, ông tham dự hội nghị thành lập (Gründungsversammlung) Mặt trận Harzburg. Theo ghi nhận của nhà sử học Holger Afflerbach trong mục từ "Galllwitz" của bộ Từ điển Bách khoa Chiến tranh thế giới thứ nhất, ông còn là một người "bài Do Thái rõ rệt". Ngày 18 tháng 4 năm 1937, ông qua đời trong một chuyến đi nghỉ mát ở Ý.

### Trích dẫn
Gallwitz được gán cho câu nói: "Chưa nơi nào tôi thấy bầy sư tử được chỉ huy bởi lũ cừu non như vậy", để mô tả lòng dũng cảm của những người lính Anh, trái ngược với sự tồi tệ của bộ chỉ huy của họ, trong Chiến dịch Somme vào tháng 6 năm 1916. Câu nói này đã được đề cập trong tựa đề của phim truyện Hoa Kỳ Lions for Lambs, sản xuất năm 2007, nói về cuộc chiến chống khủng bố của Hoa Kỳ. Phim có sự diễn xuất của Tom Cruise và Meryl Streep.
Tuy nhiên, trích dẫn này không hề được tìm thấy trong cả hồi ký của von Gallwitz (Trải nghiệm ở phía Tây 1916-1918, tiếng Đức: Erleben im Westen 1916–1918) lẫn nhật ký của ông, và do vậy, đây có lẽ chỉ là huyền thoại.

## Vinh danh
Để vinh danh Max von Gallwitz, một số doanh trại đã được đặt theo tên ông ở Aachen (Doanh trại Gallwitz (Aachen)), Bonn (Doanh trại Gallwitz (Bonn), đã đóng cửa từ năm 2004), Freiburg (ngày nay là khách sạn Breisacher Hof) và Hildesheim (đóng cửa từ năm 2003). Tại quận Steglitz-Zehlendorf của Berlin, tên ông được cho Đại lộ Gallwitz (Gallwitzallee).
Vào năm 1915, Gallwitz được phong danh hiệu Công dân danh dự của thành phố Freiburg im Breisgau. Trường Đại học Freiburg cấp cho ông bằng Tiến sĩ danh dự (Ehrendoktor). Vào ngày 23 tháng 4 năm 1937, lễ quốc tang của ông được cử hành ở Freiburg.